# Пауліна Дудек
Пауліна Дудек (пол. Paulina Dudek; нар. 16 червня 1997, Ґожув-Велькопольський, Польща) — польська футболістка, захисниця французького клубу «Парі Сен-Жермен» та національної збірної Польщі.

## Клубна кар'єра
Походить зі Слубиці, містечку приблизно за вісімдесят кілометрів від Ґожува-Велькопольського, її рідного міста. На юнацькому рівні спочатку виступала за «Полонію» (Слубице), а потім переїхала в Гожув і виступала за «Стілон» (Ґожув). З 2012 по 2014 виступала в дорослій команді «Стілона» (Ґожув). Потім представляла кольори «Медика» (Конін), з яким виграла чемпіонат Польщі в сезонах 2014/15 і 2015/16 роках, а також Кубок Польщі в 2015 і 2016 роках. Такох зіграла свої перші матчі в Лізі чемпіонів.
31 січня 2018 року підписала 2,5-річний контракт з «Парі Сен-Жерменом». У ПСЖ її перевеи в центр захисту, де вона виграла Кубок Франції в першому сезоні, але не зіграла у фіналі. Протягом перших місяців відчувала проблеми зі здоров'ям, але з наступного сезону стала провідною гравчинею паризької команди в центрі захисти, разом з Ірен Паредес. Наприкінці 2021 року вона продовжила контракт з паризьким клубом до 2024 року.

## Кар'єра в збірній
У складі дівочої збірної Польщі (WU-17) та молодіжної жіночої зібірної Польщі (WU-17), у 2013 році стала переможницею дівочого чемпіонату Європи (WU-17).
Дебютувала у національній збірній Польщі 8 травня 2014 року в матчі в матчі кваліфікації чемпіонату світу в Канаді проти Фарерських островів. Потім брала участь у кваліфікації чемпіонату Європи 2017, чемпіонату світу 2019 та чемпіонату Європи 2022 року. Вона також брала участь у Кубку Алгарве 2019.

## Особисте життя
Батьки Пауліни Дудек були спортсменами. Її батько грав у волейбол у другому дивізіоні, а мати також займалася спортом. У Пауліни є дві сестри: Юстина, музично обдарована, й Азія, близнючка Пауліни. Йоанна Дудек була футболісткою і грала в Екстраклясі.

## Статистика виступів

### У збірній
Станом на 23 лютого 2021.
| Польща  | Польща | Польща |
| Рік     | Матчі  | Голи   |
| ------- | ------ | ------ |
| 2014    | 7      | 0      |
| 2015    | 2      | 0      |
| 2016    | 5      | 0      |
| 2017    | 8      | 2      |
| 2018    | 5      | 0      |
| 2019    | 3      | 1      |
| 2020    | 6      | 1      |
| 2021    | 1      | 0      |
| Загалом | 37     | 4      |

## Досягнення

### Клубні
«Медик» (Конін)
- Екстракляса
  -  Чемпіон (3): 2015, 2016, 2017

- Кубок Польщі
  -  Володар (3): 2015, 2016, 2017

«Парі Сен-Жермен»
- Ліга 1
  -  Чемпіон (1): 2021
  -  Срібний призер (3): 2018, 2019, 2020

- Кубок Франції
  -  Володар (1): 2018
  -  Фіналіст (1): 2020

- Трофей чемпіонів (Суперкубок)
  -  Фіналіст (1): 2019

### У збірній
Польща (WU-17)
- Дівочий чемпіонат Європи (U-17)
  -  Чемпіон (1): 2013